# Templo Expiatório do Sagrado Coração
O Templo Expiatório do Sagrado Coração de Jesus (em catalão:  Temple Expiatori del Sagrat Cor de Jesús, em castelhano:  Templo Expiatorio del Sagrado Corazón de Jesús) é uma igreja situada na montanha do Tibidabo, em Barcelona, na comunidade autónoma espanhola da Catalunha. A obra foi arquitetada por Enric Sagnier i Villavecchia e concluída por seu filho Josep Maria Sagnier i Vidal. O seu estilo arquitetónico é historicista que combina elementos neobizantinos, neorromânicos e neogóticos. Foi construída entre 1902 e 1961, e pertence ao arciprestado de Sarrià.
Este imóvel está classificado como Bem Cultural de Interesse Local (BCIL), no Inventário do Património Cultural catalão com o código  08019/2471.